# Сън Вали
Сън Вали (на английски: Sun Valley в превод „Слънчева долина“) е град в окръг Блейн, щата Айдахо, САЩ. Сън Вали е с население от 1427 жители (2000) и обща площ от 25,6 km². Намира се на 1812 m надморска височина. ЗИП кодът му е 83353-83354, а телефонният му код е 208.